# Litevsko-polská státní hranice

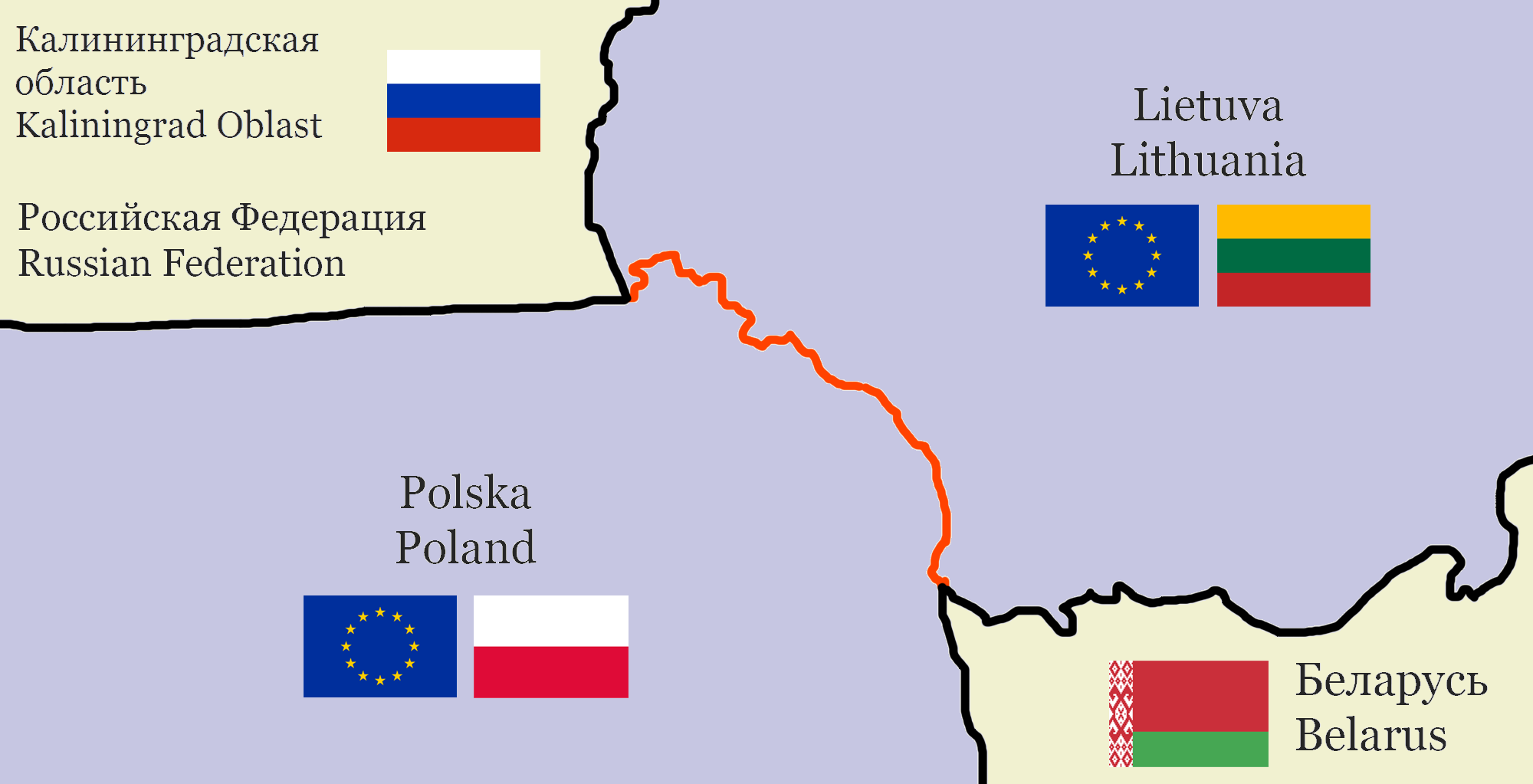
Průběh hranice.

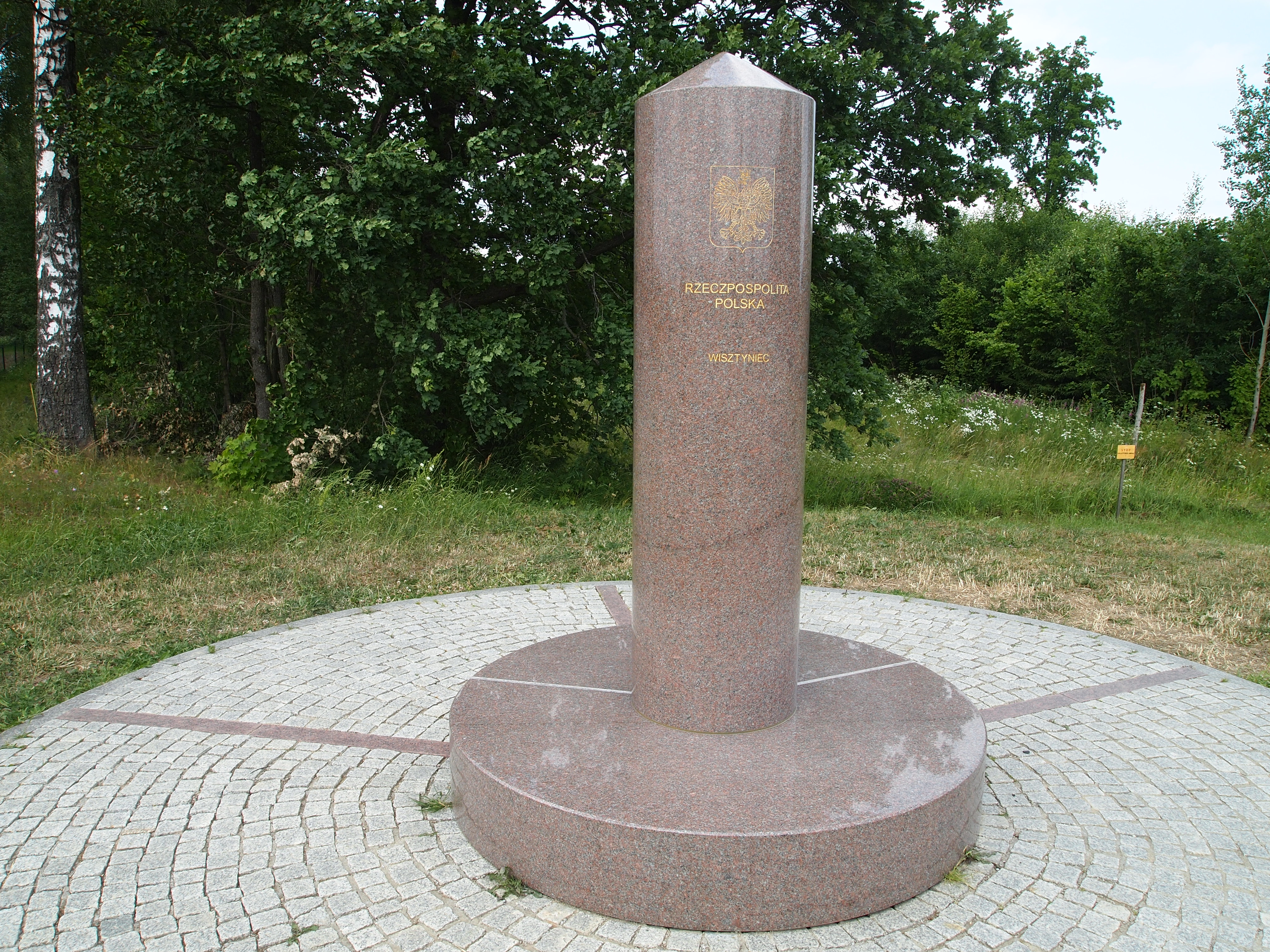
Trojmezí Polska, Litvy a Ruska (Kaliningradské oblasti).

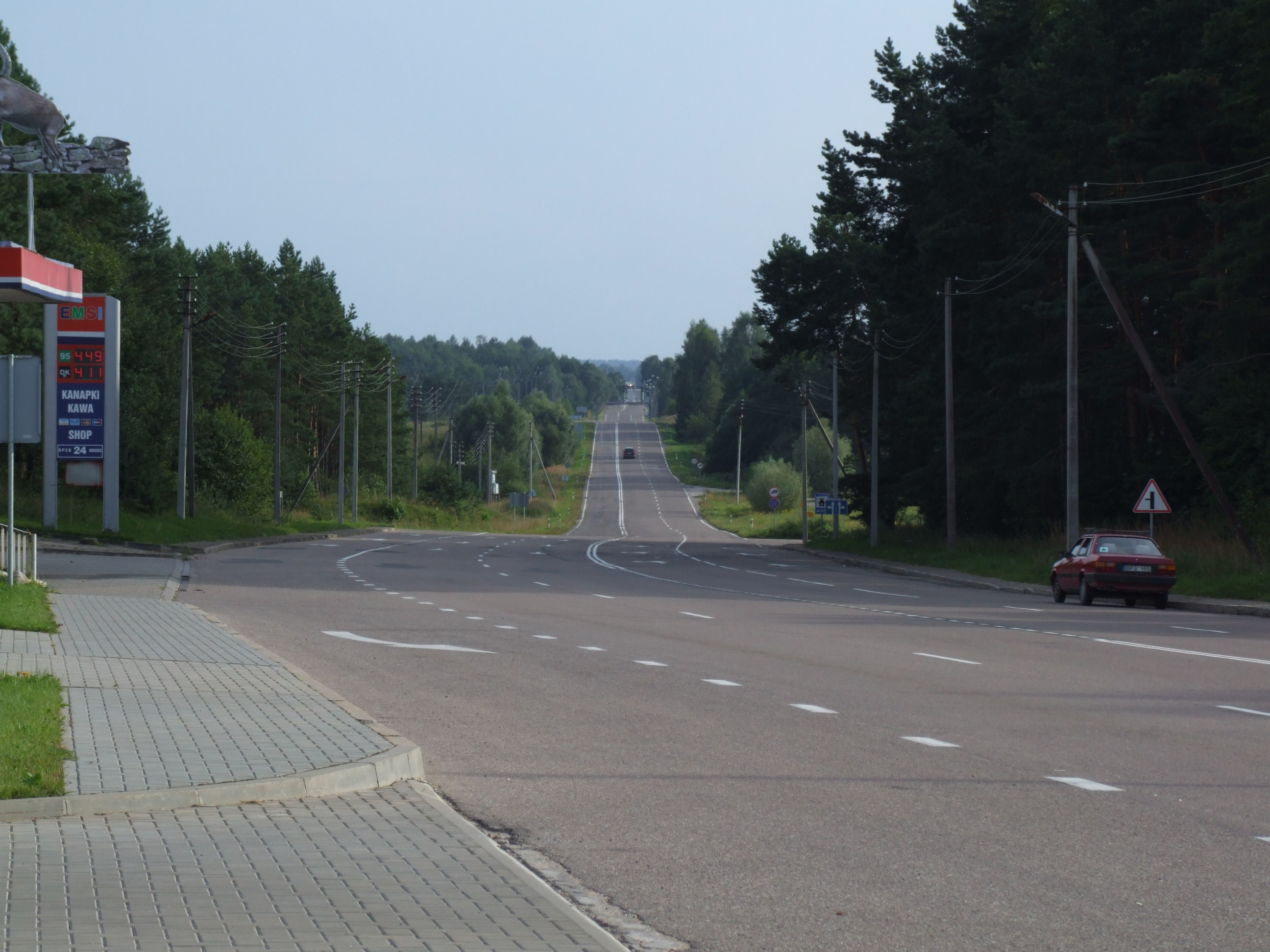
Silnice přecházející přes společnou hranici.

Litevsko-polská státní hranice je severní hranicí Polska a jižní hranicí Litvy. Existuje formálně od 11. března 1990 jako hranice mezi oběma státy; do té doby byla součástí hranice mezi Polskem a SSSR. Dlouhá je 103 km.

## Historie
V dobách existence meziválečného Polska se ustanovila mezi Polskem a Litvou hranice v délce 521 km, vedená dnešním územím Litvy (součástí Polska byla ještě značná část dnešního běloruského území. Hranice byla vedena zhruba mezi městy Daugavpils a Grodno. Hranice neprocházela po jasné čáře, nýbrž se nacházela uvnitř neutrální zóny v délce 6 km, která byla de facto územím nikoho.[zdroj?]
Ve své současné podobě byla hranice vytyčena v roce 1945 poté, co došlo ke změnám hranic SSSR s východoevropskými státy.
Během existence Sovětského svazu se nacházelo z litevské strany hraniční pásmo v délce několika kilometrů. Hranicí prochází několik vodních toků a dvě jezera Bałedź a Gaładuś. Nejjižnější část hranice je vedena vodním tokem, řekou Marycha. Hranice prochází málo osídlenou, většinou zalesněnou rovinatou krajinou. Od konce roku 2007, kdy obě země vstoupily do Schengenského prostoru je hranice volně průchozí.
Hranici kříží jedna železniční trať národního významu a dvě hlavní silniční spojení. Do roku 2007 zde existovaly tři silniční hraniční přechody:

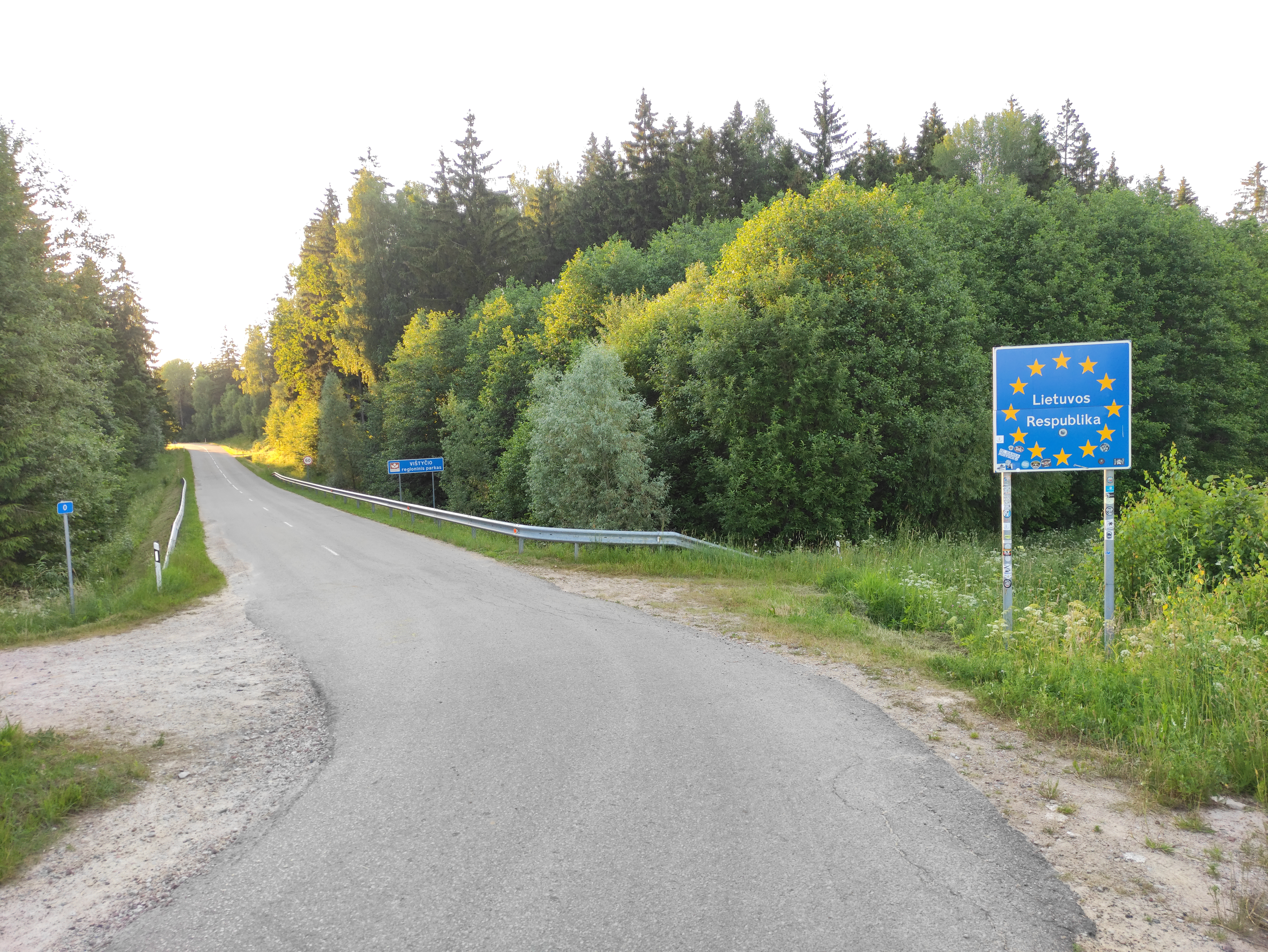

- Budzisko–Kalvarija
- Ogrodniki–Lazdijai
- Berżniki–Kapčiamiestis

a jeden železniční:
- Trakiszki–Šeštokai

## Význam
Z vojenského hlediska představuje hranice koridor EU a NATO, které obklopuje Kaliningradská oblast ze západu a Bělorusko z východu. V angličtině bývá označován tento koridor pojmem Suwalki Gap.